# Cneu Tremélio
Cneu Tremélio (em latim: Gnaeus Tremellius) foi um senador romano nomeado cônsul sufecto em 21. Natural de Pompeia, seu primeiro cargo conhecido foi de pretor urbano em 17. Alguns historiadores acreditam que ele teria sido o delator de Clutório Prisco e não Décimo Hatério Agripa.